# Якобс, Исмаил
Исмаил Якобс (фр. и нем. Ismail Jakobs; родился 17 августа 1999, Кёльн) — сенегальский и немецкий футболист, который играет на позиции левого защитника или левого вингера за клуб «Галатасарай», на правах аренды из клуба Лиги 1 «Монако».

## Клубная карьера
Уроженец Кёльна, Якобс выступал за детскую футбольную команду «Блисхайм» с 2003 по 2012 год, после чего перешёл в академию «Кёльна». 29 августа 2017 году дебютировал за резервную команду «Кёльна» в матче Региональной лиги «Запад» против «Боннера».
8 ноября 2019 года Якобс дебютировал в основном составе «Кёльна» в матче немецкой Бундеслиги против «Хоффенхайма». 18 декабря 2019 года Исмаил забил свой первый мяч за «Кёльн» в матче против «Айнтрахта».
2 сентября 2024 года Якобс подписал контракт с турецким клубом «Галатасарай» на правах аренды из «Монако» до конца сезона 2024–25.

## Карьера в сборной
13 сентября 2022 года главный тренер сборной Сенегала Алиу Сиссе впервые вызвал Якобса для участия в товарищеских матчах против сборных Боливии и Ирана. 24 сентября дебютировал в матче против Боливии, выйдя на замену Фоде Балло-Туре.
11 ноября 2022 года был включён в официальную заявку сборной Сенегала для участия в матчах чемпионата мира 2022 года в Катаре. На турнире сыграл в матчах против сборных Нидерландов, Катара и Эквадора.

## Личная жизнь
Отец Исмаила является выходцем из Сенегала .

## Достижения
«Галатасарай»
- Чемпион Турции: 2024/25
- Обладатель Кубка Турции: 2024/25

## Статистика выступлений

### Международная
| Сборная          | Сезон            | Товарищеские | Товарищеские | Официальные | Официальные | Итого | Итого |
| Сборная          | Сезон            | Игры         | Голы         | Игры        | Голы        | Игры  | Голы  |
| ---------------- | ---------------- | ------------ | ------------ | ----------- | ----------- | ----- | ----- |
| Сенегал          |                  |              |              |             |             |       |       |
| 2022             | 2                | 0            | 3            | 0           | 5           | 0     |       |
| Всего за карьеру | Всего за карьеру | 2            | 0            | 3           | 0           | 5     | 0     |

### Матчи за сборную
| № | Дата             | Оппонент   | Счёт | Голы | Карточки | Минуты | Соревнование            |
| - | ---------------- | ---------- | ---- | ---- | -------- | ------ | ----------------------- |
| 1 | 24 сентября 2022 | Боливия    | 2:0  | —    | —        | 5'     | Товарищеский матч       |
| 2 | 27 сентября 2022 | Иран       | 1:1  | —    | —        | 90'    | Товарищеский матч       |
| 3 | 21 ноября 2022   | Нидерланды | 0:2  | —    | —        | 28'    | Финальные матчи ЧМ-2022 |
| 4 | 25 ноября 2022   | Катар      | 3:1  | —    | 52'      | 77'    | Финальные матчи ЧМ-2022 |
| 5 | 29 ноября 2022   | Эквадор    | 2:1  | —    | —        | 90'    | Финальные матчи ЧМ-2022 |

Итого: 5 матчей / 0 голов; 3 победы, 1 ничья, 1 поражение.